# Acanthodica emittens
Acanthodica emittens là một loài bướm đêm thuộc họ Noctuidae. Loài này có ở Jamaica.

## Hình ảnh

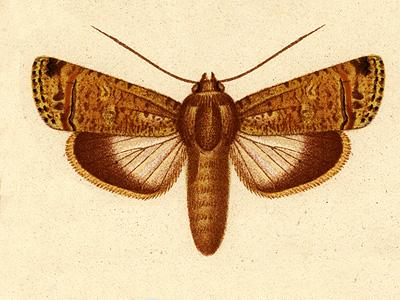